# Trojovice
Trojovice település Csehországban, a Chrudimi járásban. Trojovice Hrochův Týnec, Řestoky, Přestavlky, Honbice, Nabočany és Zájezdec településekkel határos. Lakosainak száma 188 fő (2024. január 1.).

## Népesség
A település lakosságának változását az alábbi diagram mutatja:
| Lakosok száma | 373  | 381  | 373  | 271  | 217  | 191  | 197  | 187  | 180  | 188  |
|               | 1869 | 1900 | 1921 | 1961 | 1980 | 2011 | 2016 | 2019 | 2021 | 2024 |